# مارتاویل (لوئیزیانا)
مارتاویل (به انگلیسی: Marthaville) یک منطقهٔ مسکونی در ایالات متحده آمریکا است که در لوئیزیانا واقع شده‌است. مارتاویل ۷۴٫۰۷ متر بالاتر از سطح دریا واقع شده‌است.